# Баєсове простежування знань
Ба́єсове просте́жування зна́нь (БПЗ, англ. Bayesian knowledge tracing, BKT) — це алгоритм, який використовують у багатьох інтелектуальних навчальних системах для моделювання рівня опанування знань кожним учнем.
Воно моделює знання учня у прихованій марковській моделі як латентну змінну, уточнювану шляхом спостереження правильності кожної взаємодії учня, у якій він застосовує відповідну навичку.
БПЗ виходить із припущення, що знання учня подаються як набір бінарних змінних, по одній на кожну навичку, де навичка або опанована учнем, або ні. Спостереження в БПЗ також бінарні: учень або правильно виконує задачу/крок, або ні. Інтелектуальні навчальні системи часто використовують БПЗ для навчання до опанування та для встановлювання послідовності задач. У своєму найпоширенішому втіленні БПЗ має лише параметри, специфічні для навички.

## Метод
У БПЗ використовують чотири параметри моделі:
- {\displaystyle p(L_{0})} або {\displaystyle p{\text{-init}}} — ймовірність того, що учень вже знає навичку.
- {\displaystyle p(T)} або {\displaystyle p{\text{-transit}}} — ймовірність того, що учень опанує навичку після можливості її застосування.
- {\displaystyle p(S)} або {\displaystyle p{\text{-slip}}} — ймовірність того, що учень зробить помилку під час застосування відомої навички.
- {\displaystyle p(G)} або {\displaystyle p{\text{-guess}}} — ймовірність того, що учень правильно застосує невідому навичку (випадкове вгадування).

За припущення, що ці параметри задано для всіх навичок, використовують наступні формули. Початкову ймовірність опанування навички {\displaystyle k} учнем {\displaystyle u} задають параметром {\displaystyle p{\text{-init}}} для цієї навички за рівнянням (а). Залежно від того, чи правильно учень {\displaystyle u} застосував навичку {\displaystyle k}, умовну ймовірність обчислюють за рівнянням (b) для правильного застосування або за рівнянням (c) для неправильного застосування. Цю умовну ймовірність використовують для оновлення ймовірності опанування навички за рівнянням (d). Щоби визначити ймовірність того, що учень правильно застосує навичку під час майбутньої діяльності, використовують рівняння (e).
Рівняння (a):
{\displaystyle p(L_{1})_{u}^{k}=p(L_{0})^{k}}
Рівняння (b):
{\displaystyle p(L_{t}\mid {\text{obs}}={\text{correct}})_{u}^{k}={\frac {p(L_{t})_{u}^{k}\cdot (1-p(S)^{k})}{p(L_{t})_{u}^{k}\cdot (1-p(S)^{k})+(1-p(L_{t})_{u}^{k})\cdot p(G)^{k}}}}
Рівняння (c):
{\displaystyle p(L_{t}\mid {\text{obs}}={\text{wrong}})_{u}^{k}={\frac {p(L_{t})_{u}^{k}\cdot p(S)^{k}}{p(L_{t})_{u}^{k}\cdot p(S)^{k}+(1-p(L_{t})_{u}^{k})\cdot (1-p(G)^{k})}}}
Рівняння (d):
{\displaystyle p(L_{t+1})_{u}^{k}=p(L_{t}\mid {\text{obs}})_{u}^{k}+(1-p(L_{t}\mid {\text{obs}})_{u}^{k})\cdot p(T)^{k}}
Рівняння (e):
{\displaystyle p(C_{t+1})_{u}^{k}=p(L_{t+1})_{u}^{k}\cdot (1-p(S)^{k})+(1-p(L_{t+1})_{u}^{k})\cdot p(G)^{k}}